# 絶対凸集合
数学の分野において、実あるいは複素ベクトル空間内の集合 C が凸かつ均衡であるとき、その集合は絶対凸（ぜったいとつ、英: absolutely convex）と呼ばれる。

## 性質
集合 {\displaystyle C} が絶対凸であるための必要十分条件は、{\displaystyle C} 内の任意の点 {\displaystyle x_{1},\,x_{2}} および {\displaystyle |\lambda _{1}|+|\lambda _{2}|\leq 1} を満たすような任意の数 {\displaystyle \lambda _{1},\,\lambda _{2}} に対して、{\displaystyle \lambda _{1}x_{1}+\lambda _{2}x_{2}} が {\displaystyle C} に含まれることである。
絶対凸集合からなる任意の系の共通部分はまた絶対凸であることから、あるベクトル空間の任意の部分集合 A を含むような全ての絶対凸集合の共通部分を、A の絶対凸包として定義することが出来る。

## 絶対凸包
集合 A の絶対凸包は次のように表現される。
{\displaystyle {\text{absconv}}\,A=\left\{\sum _{i=1}^{n}\lambda _{i}x_{i}:n\in \mathbb {N} ,\,x_{i}\in A,\,\sum _{i=1}^{n}|\lambda _{i}|\leq 1\right\}.}